# Hahaya
 (janvier 2016).
Si vous disposez d'ouvrages ou d'articles de référence ou si vous connaissez des sites web de qualité traitant du thème abordé ici, merci de compléter l'article en donnant les références utiles à sa vérifiabilité et en les liant à la section « Notes et références ».
Hahaya  est une ville de l'union des Comores, située sur l'île de Grande Comore, dans la région d'Itsandra, dans la commune de Hamanvou. En 2012, sa population est estimée à 4 005 habitants. Elle est aussi connue pour son aéroport (Aéroport international Prince Said Ibrahim) qui accueille tous les étés des milliers de personnes de la diaspora comorienne. 

Hahaya se trouve à l'est de l'île